# University of Utah Women's Volleyball
La University of Utah Women's Volleyball è la squadra di pallavolo femminile appartenente alla University of Utah, con sede a Salt Lake City (Utah): milita nella Pac-12 Conference della NCAA Division I.

## Storia
La squadra di pallavolo femminile della University of Utah viene fondata nel 1975: Norma Carr è la prima allenatrice del programma, restando in carica per cinque anni, a cui susseguono Jean Widdison, Julie Morgan e Ann Bricke, che allenano le Utes per dieci anni. Nel 1990 Beth Launiere viene nominata allenatrice della squadra: sotto la sua gestione arrivano quattro titoli della Mountain West Conference e le prime partecipazioni alla post-season, raggiungendo quattro volte le Sweet Sixteen.

## Record
| Piazzamento          |    | Edizione                                                                                 |
| -------------------- | -- | ---------------------------------------------------------------------------------------- |
| Tornei NCAA          | 19 | Sweet Sixteen: 4 2001, 2008, 2017, 2019                                                  |
| Tornei NCAA          | 19 | Secondo turno: 12 1998, 1999, 2000, 2003, 2005, 2006, 2013, 2014, 2018, 2020, 2021, 2024 |
| Tornei NCAA          | 19 | Primo turno: 3 2002, 2004, 2016                                                          |
| Titoli di conference | 4  | Mountain West Conference: 4 2001, 2002, 2005, 2008                                       |

## Conference
- High Country Athletic Conference: 1982-1989
- Western Athletic Conference: 1990-1998
- Mountain West Conference: 1999-2010
- Pac-12 Conference: 2011-

## All-America

### First Team
- Adora Anae (2017)
- Danielle Barton (2019, 2020, 2021)

### Second Team
- Airial Salvo (2006)
- Adora Anae (2016)
- Danielle Barton (2018)
- Kenzie Koerber (2019, 2020)
- Berkeley Oblad (2019)

### Third Team
- Kim Turner (2003)
- Whitney Webb (2006)
- Lori Baird (2008)

## Allenatori
- Norma Carr: 1975-1979
- Jean Widdison: 1980-1983
- Julie Morgan: 1984-1986
- Ann Bricke: 1987-1989
- Beth Launiere: 1990-